# Ashley Baker
Ashley Veljovic  (* 15. März 1990 in Grantham als Ashley Baker) ist eine englische Fußballtorhüterin.

## Karriere

### Verein
Von 2009 bis 2010 spielte Veljovic für den W-League-Teilnehmer Tampa Bay Hellenic, darauf folgten zwei Jahre bei den Atlanta Silverbacks, mit dem sie 2011 die Meisterschaft gewinnen konnte. Anfang 2013 wurde Veljovic beim College-Draft zur neugegründeten NWSL in der dritten Runde an Position 20 von Sky Blue verpflichtet. Ihr Ligadebüt gab sie am 1. Juni 2013 gegen die Boston Breakers. In diesem Spiel wurde sie in der 90. Minute für Brittany Cameron eingewechselt und sah sich in der Nachspielzeit der Partie noch einem Strafstoß ihrer Landsfrau Lianne Sanderson ausgesetzt, welchen sie parieren konnte. Dieser Kurzeinsatz blieb Veljovic einziges Spiel für Sky Blue, da sie am 31. Juli aus dem Kader gestrichen wurde, um die Verpflichtung der Mittelfeldspielerin Ashley Nick zu ermöglichen. Zur Saison 2014 kehrte sie zu den Atlanta Silverbacks zurück.

### Nationalmannschaft
Veljovic war Mitglied der englischen U-19-, U-20- und U-23-Nationalmannschaften. Sie nahm, jeweils als Ersatztorhüterin, an den U-19-Europameisterschaften 2008 und 2009, sowie den U-20-Weltmeisterschaften 2008 und 2010 teil.

### Trainerin
Nach ihrer aktive Karriere arbeitete Veljovic als Trainerin, insbesondere für junge Torhüterinnen. Inzwischen arbeitet sie als Lehrerin für Gesundheits- und Sportunterricht an der Peachtree Ridge High School.

## Erfolge
- 2009: Gewinn der U-19-Europameisterschaft
- 2011: Gewinn der W-League-Meisterschaft (Atlanta Silverbacks)